# Assado
O assado é uma técnica culinária que consiste em preparar alimentos com calor seco, seja no forno, numa grelha sobre um fogão, numa churrasqueira, ou mesmo numa panela com pouco líquido.
A palavra assado significa igualmente o prato preparado de uma daquelas formas, mas a técnica utilizada varia de uma região para outra: no Rio Grande do Sul, provavelmente por influência dos vizinhos de língua espanhola, o assado é tipicamente carne (geralmente de vaca) assada na grelha ou numa churrasqueira. Em outras regiões, a palavra assado designa carne assada no forno, em contraste com o estufado que, por vezes se diz assado na panela. Em Moçambique refere-se normalmente a peixe ou carne assado no forno ou assado na brasa ou no carvão. Aos alimentos assados na grelha também se chamam grelhados.
Em Portugal, embora o pão e os bolos sejam tipicamente feitos no forno, geralmente não se usa a palavra assar para designar o seu processo de fabricação, mas sim a palavra cozer. E quando se submete pão já cozido a este processo usa-se a palavra torrar, como em fazer torradas.